# Heart Peaks
Die Heart Peaks, ursprünglich als Heart Mountains bezeichnet, bilden ein 2012 m hohes Berg-Massiv im Northern Interior der kanadischen Provinz British Columbia. Sie liegen 90 km nordwestlich der kleinen Gemeinde Telegraph Creek und südwestlich der Callison Ranch. Mit einer maximalen Höhe von 2012 m ragt das Massiv über die umgebende Landschaft des Nahlin Plateau, welches Teil des westlichen Stikine Plateau ist. Die Heart Peaks bilden seit den 1980er Jahren ein Gebiet für die geologische Prospektion, wobei insbesondere Edelmetalle entdeckt wurden.
In einem großen, vulkanisch aktiven Gebiet bestehen die Heart Peaks aus einem großen Schildvulkan. Er entstand in den letzten 23 Millionen Jahren durch wiederholten Ausstoß von Lava und Gestein. Jüngere Ausbrüche sind jedoch nicht beobachtet worden. In ihrer Nachbarschaft gibt es eine Reihe weiterer mit ihnen verbundener Vulkane, die eine ausgedehnte, über 1000 km lange vulkanische Zone bilden. Das Wissen über die Heart Peaks, insbesondere über die eruptive Vergangenheit, ist begrenzt.

## Geologie und Geographie

### Entstehung
Die Heart Peaks sind Teil der Northern Cordilleran Volcanic Province, einer langen Kette von Vulkanen, die sich von nördlich der Stadt Prince Rupert in British Columbia über die Provinz Yukon hinweg bis zur Grenze mit Alaska erstreckt. Entlang dieser Linie brach die Nordamerikanische Platte auseinander. Die Lithosphäre der Erde besteht aus mehreren großen tektonischen Platten, die sich langsam aufeinander zu oder voneinander weg bewegen und dabei entweder konvergieren und subduzieren oder divergieren und brechen; durch diese Aktivitäten werden Vulkane und Erdbeben erzeugt. An der Westküste von Nordamerika befinden sich die Grenzen zwischen der großen Pazifischen und der Nordamerikanischen Platte sowie zwischen diesen und den kleineren Juan-de-Fuca- und Cocosplatten.
Die tektonische Aktivität entlang der North Coast von British Columbia und Südost-Alaska ist durch Bewegungen an einer Transformstörung, der Queen-Charlotte-Verwerfung, charakterisiert, einer Plattengrenze, an der die Pazifische Platte an der Nordamerikanischen Platte entlangrutscht. Da die Pazifische Platte sich nordwärts auf die Subduktionszone am Aleutengraben zubewegt, werden Grabenbrüche im nordamerikanischen Kontinent erzeugt. Magma steigt entlang der durch das Rifting erzeugten Bruchstellen auf und wird schließlich in Form eines Vulkans an der Oberfläche ausgestoßen. Dieser geologische Prozess hat im Laufe der Zeit die Northern Cordilleran Volcanic Province geschaffen, welche im heutigen Kanada das vulkanisch aktivste Gebiet darstellt. Die meisten Vulkane wurden jedoch nicht direkt datiert, oder ihre Datierung erfolgte nicht mit zufriedenstellender Genauigkeit, um erkennen zu können, wie aktiv sie aktuell sind, sodass Vorhersagen zu vulkanischen Ereignissen schwierig und die Gefahrenlage unsicher sind.

### Struktur
Die nahezu ovale Gestalt des Schildvulkans der Heart Peaks besteht aus Basalt und Trachybasalt mit einer Dicke von bis zu 430 m; Pyroklasten sind gleichfalls vorhanden. Er liegt gerade westlich des viel größeren Schildvulkans Level Mountain und südwestlich der Kawdy-Vulkane. Eine Serie steilwandiger Lavadome, bestehend aus porphyrischem Rhyolith und vereinzelt Trachyt, liegt an der Westflanke der Heart Peaks; sie sind hellgrün und violett gefärbt. Rhyolitische Lavadome sind am Gipfel gleichfalls vorhanden. Der Schild ist umgeben von den Nebenflüssen des Inklin River, welcher nordwestwärts fließt und in den Taku River mündet.

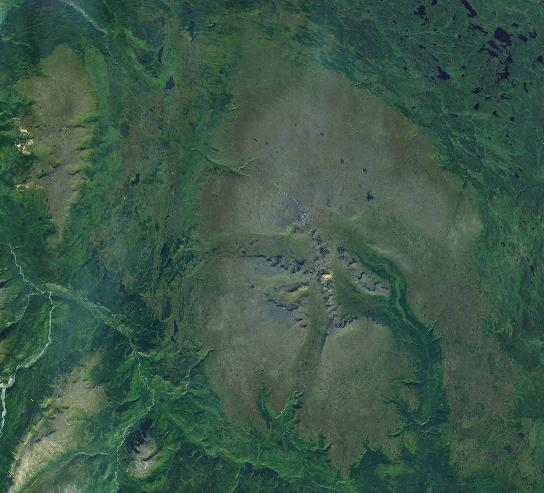
Satellitenbild der Heart Peaks (oben links) und des nahegelegenen Level Mountain (Mitte); dieses Bild zeigt deutlich den Größenunterschied zwischen den beiden Vulkanen.

Die Heart Peaks sind mindestens 33 km lang und an ihrer Basis nicht mehr als 19 km breit. Die West- und die Ostflanke des Vulkans sind voneinander getrennt, was ihm eine zerklüftete Erscheinung verleiht. Seine Nordflanke ist jedoch gerundet und relativ sanft abfallend, während die Südflanke eher spitz zuläuft. Die größte Höhe der Heart Peaks beträgt 2012 m und wird von einem kleinen Gipfel etwa in der Mitte seines Gipfelplateaus erreicht, während die Höhe des Nahlin Plateau in diesem Gebiet bei 1000 m liegt. Das zeigt, dass die Heart Peaks eine topographische Prominenz von mindestens 1012 m aufweisen. Mehr als 20 unbenannte Fließgewässer strömen vom Vulkan herab, welche in die naheglegenen Dudidontu River und Sheslay River fließen.
Mit einer Fläche von etwa 275 km² und einem Volumen von weniger als 160 km³ sind die Heart Peaks der drittgrößte Vulkan in der Northern Cordilleran Volcanic Province, nur von den Schilden des Mount Edziza und des Level Mountain übertroffen, welche mehr als 1000 km² bedecken. Die Heart Peaks sind mehr als fünfmal so groß wie das Mount-Meager-Massiv im Südwesten von British Columbia, des vom Volumen her größten Schichtvulkans im Garibaldi-Vulkangürtel.
Das Gebiet um die Heart Peaks ist weitgehend unerschlossen mit Ausnahme der Callison Ranch als einziger Ansiedlung. Vorwiegend an den Flanken ist der Vulkan von Vegetation bedeckt, da sein breiter Gipfel aus einer felsigen Hochebene besteht. Aufgrund der Abgeschiedenheit erfolgt ein Zugang nur per Hubschrauber von den kleinen Gemeinden Atlin und Dease Lake aus.

## Eruptive Geschichte

### Hintergrund

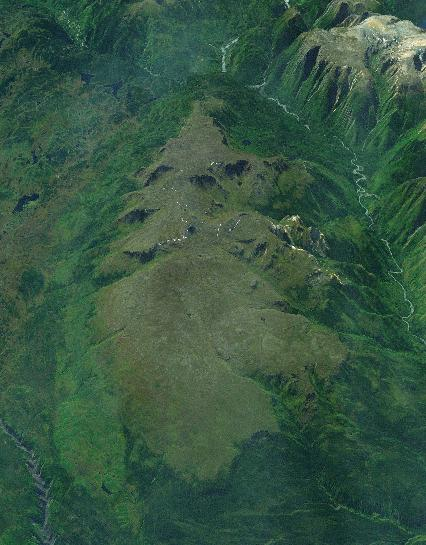
Die Heart Peaks von Norden; der Dudidontu River befindet sich unten links, der Sheslay River oben rechts entlang der Coast Mountains.

Über die eruptive Geschichte der Heart Peaks ist wenig bekannt, weil sie bisher nicht wissenschaftlich untersucht wurden. Das exakte Alter der Heart Peaks ist unbekannt, aber die erste vulkanische Phase fällt in das Neogen (vor 23 bis 2,5 Millionen Jahren). Die Vielfalt der vulkanischen Ablagerungen an den Heart Peaks zeigen an, dass sie im Laufe der Zeit nicht nur flüssige und passive basaltische Lavaströme ausstießen, sondern auch mehr Siliciumdioxid-reiche trachytische und rhyolitische Laven und dass sich explosive Eruptionen ereigneten. Phreatische Brekzien sind am Vulkan zu finden, was evident für mindestens eine Phreatische Explosion ist, die die sich im Laufe seiner eruptiven Geschichte ereignete. Es gibt auch Objekte, die durch subglaziale Eruptionen entstanden. Die letzte vulkanische Phase der Heart Peaks liegt grob im Pleistozän (vor 2,5 Millionen bis 10.000 Jahren); ob es eine Aktivität im Holozän (vor 10.000 Jahren bis heute) gab, ist nicht sicher. Das geht teilweise darauf zurück, dass holozäne vulkanische Gesteine am Vulkan bisher nicht bekannt sind. Der letzte Ausbruch der Heart Peaks ist dessen ungeachtet unbekannt.

### Finlay-Tephren
Die Heart Peaks sind einer von vier Vulkanen in der Northern Cordilleran Volcanic Province, die für den Ausstoß der sogenannten Finlay-Tephren in Frage kommen. Diese finden sich im gesamten Nordwesten von British Columbia und wahrscheinlich auch ostwärts bis in die Canadian Rockies. In den Gebieten von Finlay River und Dease Lake finden sich zwei Ablagerungen von Tephra zwischen Sand, Geschiebemergel, Schlamm und Geröll. Beide sind in ihrer Zusammensetzung phonolithisch bis trachytisch und weisen hohe Gehalte an Eisen(II)-oxid auf, was anzeigt, dass die Tephren möglicherweise von einem einzelnen Vulkan ausgestoßen wurden. Regionale pflanzliche Makrofossilien überlagern unmittelbar die jüngsten Ablagerungen der Finlay-Tephren; sie sind ‒ bestimmt mithilfe der Radiokarbonmethode ‒ zwischen 8960 ± 80 und 9180 ± 80Jahre alt. Dies zeigt, dass die Finlay-Tephren aus dem frühen Holozän, kurz nach Rückzug der Fraser-Vereisung, stammen.
Die Finlay-Tephren sind großenteils aus Elementen zusammengesetzt, die denen des Hoodoo Mountain ähneln, einem Vulkan mit flachem Gipfel, der subglazial vor mindestens 100.000 Jahren entstand. Zwei phonolithische Lavaströme an seiner Südflanke wurden vor 10.000 bis 9.000 Jahren ausgestoßen und blieben unvergletschert. Ihre chemische Zusammensetzung ähnelt der der Glase der Finlay-Tephren. Am Hoodoo Mountain wurden jedoch keine Tephren oder Pyroklasten gefunden, die zur selben Zeit wie diese Lavaströme ausgestoßen wurden. Deshalb wurden andere mögliche Quellen vorgeschlagen. Am Mount Edziza Volcanic Complex wurden Basalte gefunden, die möglicherweise aus dem Spätpleistozän oder Früh-Holozän stammen, aber ihr exaktes Alter und ihre chemische Zusammensetzung sind nur wenig bekannt. Weil die Heart Peaks und der nahegelegene Level Mountain nur spärlich untersucht wurden und es unbekannt ist, ob sie holozäne vulkanische Gesteine enthalten, sind auch sie mögliche Quellen für die Finlay-Tephren.

## Menschheitsgeschichte

### Benennung
Der Name Heart Mountains wurde im BC Gazetteer von 1930 mit Koordinaten von 58° 38′ N, 131° 57′ W aufgeführt. Später, am 6. Mai 1947, wurden sie in Heart Peaks umbenannt, und die Koordinaten wurden auf 58° 36′ N, 132° 0′ W verbessert. Die Herkunft des Namens ist unbekannt, da sie nicht aufgezeichnet wurde. Eine Reihe weiterer Berge in British Columbia wurde ebenfalls 1947 umbenannt, zum Beispiel die Rainbow Range, die ursprünglich Rainbow Mountains hieß. Der Name Heart Peaks bezieht sich offiziell auf zwei kleine Gipfel (engl. peaks) an der Spitze des Schildvulkans, die bei 58° 36′ N, 131° 58′ W liegen. Weil der Schildvulkan eine einzige Landmasse bildet und der Name Heart Peaks offiziell für die Gipfel an seiner Spitze vergeben wurden, wird er gelgentlich im Singular als Heart Peak bezeichnet, um Verwirrung zu vermeiden. Die Heart Peaks werden in wissenschaftlichen Dokumenten und geologischen Karten auch als HP bezeichnet.

### Erkundung von Lagerstätten

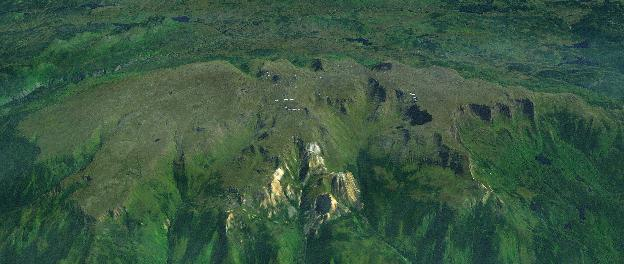
Die Heart Peaks von Westen; Lagerstättenerkundungen wurden an einem kreisförmigen Objekt (in der Mitte des Bildes im Vordergrund) durchgeführt.

Die Westflanke der Heart Peaks war seit 1980 eine Zone der Lagerstättenerkundung. Eine Serie goldführender Quarz-Adern wurden 1980 inmitten einer Zone durch Metasomatose veränderter Gesteine entdeckt, die ein Gebiet von mehr als 3 km² bedecken. Später, 1982, wurde eine Reihe geochemischer Bondenuntersuchungen vorgenommen, außerdem unzureichende Grabungen von Hand sowie Aufsammlungen von Schutt und Gestein. Im Gebiet wurden 1983 Untersuchungen mithilfe von elektromagnetischen Längstwellen auf einer Strecke von 49 km angestellt. Tiefbohrungen zur Erkundung führten 1984 zur Schaffung von acht umfangreichen Bohrlöchern; diese wurden 1987 durch zwei weitere undokumentierte Bohrungen ergänzt. Die Erkundungen wurden bis 1996 nicht fortgesetzt, als die United States Diamond Corporation Untersuchungen zu Schwermineralen in Schwemmmaterialien sowie Forschungen mithilfe von induzierter Polarisation aufnahm; außerdem wurden zwei weitere Erkundungsbohrungen niedergebracht. Alle diese Erkundungen fanden auf einer Fläche von 2867 ha an den Heart Peaks statt. Sie besteht aus sieben Claims, die vollständig der Colorado Resources Ltd. gehören. Eine nordwärts verlaufende Graben-Struktur von 5 km Länge und 3 km Breite zerschneidet dieses Gebiet.

### Monitoring
Wie andere Vulkane der Northern Cordilleran Volcanic Province werden die Heart Peaks nicht engmaschig genug durch die Geological Survey of Canada beobachtet, um beurteilen zu können, wie aktiv das Magma-System ist. Teilweise rührt das aus der abgelegenen Lage und der Tatsache, dass in den vergangenen Jahrhunderten keine starken Vulkanausbrüche im heutigen Kanada zu beobachten waren. Im Endeffekt ist das Monitoring der Vulkane als weniger wichtig befunden worden, im Vergleich mit anderen natürlichen Prozessen wie Tsunamis, Erdbeben und Erdrutschen. An den Heart Peaks sind keine aktuellen Erdbeben bekannt geworden. Wenn der Vulkan ausbrechen würde, gäbe es wahrscheinlich über Wochen, Monate oder Jahre hinweg Warnhinweise wie Gruppen von Erdbeben, die wahrscheinlich aus weniger als 15 km Tiefe stammen würden. Sie sind im Allgemeinen zu schwach, um von Menschen wahrgenommen werden zu können, aber das bestehende Seismographen-Netzwerk wurde zur Beobachtung tektonischer, also schwerer Erdbeben geschaffen. Dieses Netzwerk ist jedoch zu weit entfernt aufgebaut, um verlässliche Hinweise auf die Aktivitäten unter dem Vulkan liefern zu können. Es könnte einen Anstieg der seismischen Aktivität erst dann registrieren, wenn der Vulkan schon sehr unruhig wäre, aber dies wäre nur ein Hinweis auf eine bedeutende Eruption. Die Aktivität wäre erst erkennbar, wenn der Ausbruch schon begonnen hätte.